# Sielsowiet Nieśwież
Sielsowiet Nieśwież (biał. Нясвіжскі сельсавет, Niaswiżski sielsawiet; ros. Несвижский сельсовет) – sielsowiet na Białorusi, w obwodzie mińskim, w rejonie nieświeskim, z siedzibą w Zajezierzu.

## Demografia
Według spisu z 2009 sielsowiety Nieśwież i Karcewicze zamieszkiwało 4800 osób, w tym 4158 Białorusinów (86,63%), 330 Polaków (6,88%), 239 Rosjan (4,98%), 38 Ukraińców (0,79%), 6 Romów (0,13%), 5 Ormian (0,10%), 9 osób innych narodowości i 15 osób, które nie podały żadnej narodowości.
Do 2019 liczba ludności spadła do 3864 osób. Największymi miejscowościami były wówczas Zajezierze (826 mieszkańców), Rudawka (791 mieszkańców), Saska Lipka (519 mieszkańców) i Karcewicze (299 mieszkańców). Liczba ludności żadnej z pozostałych miejscowości nie przekraczała 271 osób.

## Geografia i transport
Sielsowiet historycznie położony jest na Nowogródczyźnie, w środkowej części rejonu nieświeskiego. Największą rzeką jest Usza. Otacza miasto Nieśwież, w którym do lat 10. XXI w mieściła się siedziba urzędu sielsowietu, przeniesiona następnie do Zajezierza.
Przez sielsowiet przebiegają drogi republikańskie R11, R12, R54, R91 i R107.

## Historia
28 maja 2013 do sielsowietu Nieśwież przyłączono w całości, liczący 6 miejscowości, likwidowany sielsowiet Karcewicze.

## Miejscowości
- agromiasteczka:
  - Karcewicze
  - Zajezierze
- wsie:
  - Albianka
  - Ferberkowo
  - Folwarkowce
  - Hanusowszczyzna
  - Karolinówka
  - Malewo
  - Mikulicze
  - Olchówka
  - Pohulanka
  - Przesmykowszczyzna
  - Rudawka
  - Saska Lipka
  - Sławkowo
  - Syczewo
  - Wojniłowicze
- osiedla:
  - Alba
  - Dziarżhatunkauczastak